# Goumang (Satellit)
Goumang (chinesisch 句芒, Pinyin Gōumáng) ist ein Erdbeobachtungssatellit der Staatlichen Forst- und Graslandverwaltung der Volksrepublik China zur Dokumentierung von Kohlenstoffsenken auf dem Festland, insbesondere der Wälder. Er wurde am 4. August 2022 um 03:08 Uhr UTC mit einer Trägerrakete vom Typ Langer Marsch 4B vom Kosmodrom Taiyuan in eine sonnensynchrone Umlaufbahn gebracht.

## Entwicklungsgeschichte
Bei der Hauptabteilung Fernerkundungssatelliten (遥感卫星总体部) der Chinesischen Akademie für Weltraumtechnologie hatte sich eine Entwicklergruppe unter der Leitung von Cao Haiyi (曹海翊) seit 2012 mit der Frage befasst, wie man mit dem bei Fernerkundungssatelliten verwendeten Lidar die Höhe von Bäumen messen könnte. Nach Konsultationen mit der Staatlichen Forst- und Graslandverwaltung und der ihr unterstehenden Akademie für Forstwissenschaft (中国林业科学研究院) beschloss man 2014, einen aktiven Laser mit einer passiven Kamera zu kombinieren.
Am 26. Oktober 2015 wurde  von der Staatlichen Kommission für Entwicklung und Reform zusammen mit dem Finanzministerium der Volksrepublik China und der Nationalen Behörde für Wissenschaft, Technik und Industrie in der Landesverteidigung mit Zustimmung des Staatsrats der Volksrepublik China das Nationale Programm für die mittel- und langfristige Entwicklung der zivilen Weltraum-Infrastruktur (2015–2025) (《国家民用空间基础设施中长期发展规划(2015-2025年)》) verabschiedet, wo es unter anderem hieß, dass während des 13. Fünfjahresplans (2016–2020) mit der Entwicklung von Satelliten zur Inspektion von Kohlenstoffquellen und Kohlenstoffsenken sowie zur Erforschung des Kohlenstoffkreislaufs begonnen werden sollte.
Als man daraufhin die Arbeiten an dem Laser-Kamera-Konzept intensivierte, stellte sich heraus, dass eine traditionelle Kamera nicht dazu in der Lage war, ein dreidimensionales Bild der Pflanzendecke zu liefern. Man entschloss sich für eine Mehrfachwinkel-Multispektral-Fernerkundungskamera. Nach zahlreichen Simulationen, die sich über einen Zeitraum von fast einem Jahr hinzogen, sowie in enger Zusammenarbeit mit der Forst- und Graslandverwaltung fanden die Ingenieure, dass man bei Nutzung der fünf Kamerawinkel 0° (senkrecht nach unten), ±19° und ±41° sowohl den Anforderungen der Behörde bestmöglich entsprechen als auch die störenden Einflüsse der Atmosphäre größtmöglich reduzieren konnte. Da die Bäume, also die Kohlenstoffsenken in einem Wald nicht alle gleich hoch sind, versuchte man, im Rahmen des technisch Machbaren möglichst viele Messpunkte zu realisieren. Nach einem halben Jahr des Experimentierens entschied man sich für fünf Laserstrahlen (entsprechend den fünf Kamerawinkeln), von denen jeder mit einer Abtastfrequenz von 40 Hz arbeitete.
Im Dezember 2016 startete die Chinesische Akademie der Wissenschaften den Forschungssatelliten TanSat, der den Kohlendioxidgehalt in der Erdatmosphäre bestimmte, wobei man sich auf das Festland konzentrierte und die Ozeane ausklammerte. Was dabei bestimmt wurde, war der CO2-Ausstoß, man überwachte die Kohlenstoffquellen.
Knapp ein Jahr später, im Oktober 2017, betonte Xi Jinping in einer Grundsatzrede auf dem 19. Parteitag der KPCh die Bedeutung des Umweltschutzes für den Aufbau Chinas. Mit der politischen Rückendeckung wurde nun bei der Staatlichen Forst- und Graslandverwaltung der Bau eines Satelliten zur Überwachung von Kohlenstoffsenken genehmigt. Auftragnehmer war die Chinesische Akademie für Weltraumtechnologie, die Finanzierung erfolgte aus dem Programm für die mittel- und langfristige Entwicklung der zivilen Weltraum-Infrastruktur.
Unterdessen gelang es dem Institut für Atmosphärenphysik der Chinesischen Akademie der Wissenschaften (中国科学院大气物理研究所), durch aufwendige Verarbeitung der von TanSat zwischen März 2017 und Februar 2018 gelieferten Daten eine Weltkarte mit der sonneninduzierten Chlorophyllfluoreszenz zu erstellen und zu zeigen, wie sich diese im Jahresverlauf änderte. Dieser Wert ist ein Indikator für die in Pflanzen durch Photosynthese stattfindende Kohlendioxid-Fixierung.
Daraufhin schlug die für die Konstruktion des Satelliten zuständige Entwicklergruppe unter der Leitung von Huang Jin (黄缙) vor, als zusätzliche Nutzlasten ein Hyperspektralmessgerät zur direkten Bestimmung der Chlorophyllfluoreszenz und eine multidirektional-polarimetrische Kamera zur Bestimmung des Aerosolgehalts in der Luft, also zur eventuellen Korrektur der Messwerte, hinzuzufügen. Dadurch wurde der Satellit jedoch um fast 100 kg zu schwer. Durch Verwendung neuartiger Materialien und vor allem durch eine geänderte Bauweise des Hauptspiegels des Lasers, wodurch sich dessen Dicke um 87 % reduzierte, gelang es jedoch, das Maximalgewicht für die Nutzlasten einzuhalten.
Am 22. September 2020 verkündete Präsident Xi Jinping vor der Generalversammlung der Vereinten Nationen, dass die Volksrepublik China bis 2030 das Maximum ihres CO2-Ausstoßes erreichen, ihn danach reduzieren und bis 2060 CO2-Neutralität erreichen wollte, also nur noch so viel CO2 produzieren, wie die Pflanzendecke absorbieren kann.
Zu diesem Zeitpunkt trug der Satellit den Arbeitstitel „Festland-Ökosystem-Kohlenstoff-Überwachungssatellit“ (陆地生态系统碳监测卫星). Nach einer von der  Nationalen Raumfahrtbehörde Chinas, der Chinesischen Akademie für Weltraumtechnologie und der Staatlichen Forst- und Graslandverwaltung durchgeführten Online-Befragung wurde er jedoch kurz nach dem Start in „Goumang“ umbenannt, ein bronzezeitlicher Gott des Frühlings, der Bäume und sprießenden Pflanzen.

## Aufbau und Aufgaben
Der etwa 500 kg schwere Satellit mit einer geplanten Lebensdauer von 4 Jahren wird über zwei ausklappbare Solarzellenflügel mit jeweils zwei Modulen mit Strom versorgt.
Er besitzt vier Nutzlasten:
- Fünfstrahl-Lidar zur Messung der Baumhöhe über den Laufzeitunterschied zwischen Wipfeln und Erdboden. 200 Laserblitze pro Sekunde, Abstand zwischen den Messpunkten 100 m.
- Fünfwinkel-Multispektralkamera zur Vermessung von Höhe und Fläche der Pflanzendecke, also des Volumens der Kohlenstoffsenken. Kamerawinkel: −41°, −19°, 0°, +19°, +41°.
- Hyperspektralmessgerät mit optischem Gitter zur Bestimmung der Chlorophyllfluoreszenz.
- Aerosolmessgerät: Polarimeter mit 35 verschiedenen Polarisationswinkeln zur Bestimmung des Feinstaubgehalts der Luft in horizontaler Richtung und Lidar zur Bestimmung des Feinstaubgehalts in vertikaler Richtung.[2][16]

Diese vier Nutzlasten erzeugen eine beträchtliche Abwärme, die sich nicht einfach mit Kühlkörpern abstrahlen lässt. Stattdessen besitzt der Satellit einen regelbaren Kühlkreislauf mit Wärmerohren. Dadurch ist die Kühlleistung im Verhältnis zur traditionellen Methode um fast das Zehnfache höher. Der Betriebsorbit des Satelliten ist eine um 97,4° zum Äquator geneigte sonnensynchrone Umlaufbahn von 506 km Höhe. Die von den Nutzlasten ermittelten Daten werden mit einer Datenübertragungsrate von 3 Gbit/s an die Erde übertragen, wo sie von der Abteilung für Inspektion und Planung von Wald und Grasland (林草调查规划院) der Forst- und Graslandverwaltung weiterverarbeitet werden, speziell von deren Büros für Satelliten, Grasland, Feuchtgebiete, Desertifikation und Produktion. Neben der Datenermittlung zum weltweiten Kohlenstoffkreislauf und der Erforschung des Einflusses von Aerosolen auf den Klimawandel dient der Satellit auch der Überwachung der natürlichen Ressourcen Chinas – die Staatliche Forst- und Graslandverwaltung ist eine Behörde des Ministeriums für natürliche Ressourcen –  und einer objektiven Datenermittlung zur Situation der Landwirtschaft. Die Hauptaufgabe des Satelliten ist jedoch, die Berechnung von Kohlenstoffsenken, die bislang auf Baumzählungen und Probenentnahmen durch Ministeriumsmitarbeiter am Boden beruhte, auf eine verbesserte statistische Grundlage zu stellen und so das Erreichen der 2020 verkündeten Klimaziele zu ermöglichen.
Nach dem Start und dem Test der Betriebssysteme des Satelliten wurden bis zum 2. März 2023 unter der Leitung des von der China Aerospace Science and Technology Corporation betriebenen Zentrums für die Nutzung von Erdbeobachtungssatelliten (CRESDA)  Kalibrierungen und Tests der Systeme des Bodensegments durchgeführt, dann nahm Goumang den Betrieb auf.